# Bologna Guglielmo Marconis flygplats
Bologna Guglielmo Marconis flygplats (IATA: BLQ, ICAO: LIPE) (italienska: Aeroporto Guglielmo Marconi di Bologna) är en internationell flygplats som betjänar staden Bologna i Italien. Den ligger cirka 6 km nordväst om Bologna i regionen Emilia-Romagna, ca 200 km sydöst om Milano.
Flygplatsen är uppkallad efter Bolognafödda Guglielmo Marconi, en italiensk elingenjör och nobelpristagare. Det är den sjunde mest trafikerade flygplatsen i Italien med 7 680 992 passagerare (2016).